# Emelia Erixon
Emelia Erixon, född 8 september 1987, är en svensk före detta fotbollsspelare på elitnivå. Hon tillbringade det mesta av sin elitkarriär i KIF Örebro DFF.

## Biografi
2004 spelade Erixon som mittback i division 2-laget IFK Kumla. Hon uppmärksammades där för sin löpstyrka och skolades om från mittback till anfallare. Resultatet blev att 16-åringen vann seriens skytteliga.
Mellan 2005 och 2012 spelade hon i KIF Örebro DFF, där hon tidigt kom att uppmärksammas som en duktig målskytt. Sommaren 2007 låg hon ett tag fyra i Damallsvenskans skytteliga, efter nio mål på tio matcher. Hon spelade under den tidiga karriären i KIF Örebro ofta som farlig inhoppare, och 2007 fick hon större uppmärksamhet
2012 avslutade Erixon sin elitkarriär, i 24 års ålder. Då hade hon även under bland annat 2011 visat sin attackvillighet i viktiga matcher, för sitt KIF Örebro. Karriäravslutet förorsakades av att hon behövde civilt arbete, eftersom KIF Örebro och damfotboll generellt i Sverige inte är en professionell verksamhet.